# Langtidshukommelse
 Der er for få eller ingen kildehenvisninger i denne artikel, hvilket er et problem. Du kan hjælpe ved at angive troværdige kilder til de påstande, som fremføres i artiklen.

Langtidshukommelsen er den del af hukommelsen, der lagrer minder.
Uden langtidshukommelsen er det ikke muligt at erindre og forstå omverdenen, og i den forbindelse vil det blandt andet ikke være muligt at forstå, hvad andre mennesker siger, og forstå hvordan objekter bør anvendes. Eksempelvis vil man uden langtidshukommelsen ikke være i stand til at forstå, hvad tallerkener og bestik bruges til, og derfor vil man være fortabt i mange hverdagssituationer.

## Stadier i langtidshukommelsen
Indenfor langtidshukommelsen skelnes der typisk mellem følgende tre stadier:

### Tilegnelse (encoding)
I dette stadie opfattes og gemmes oplevelser i langtidshukommelsen.

### Opretholdelse af information (storage)
Dette stadie indebærer, at en oplevelse lagres i hukommelsen i en periode. Dette omtales også som konsolidering eftersom, at bestemte processer skal foregå før en oplevelse kan lagres forholdsvis stabilt.

### Hentning (retrieval)
Hentning indebærer, at lagret information findes frem igen. Dette stadie omtales også som genkaldelse på trods af, at genkaldelse blot er én af flere typer hentning.
Disse tre stadier er tæt relaterede.

## Forskellige hukommelsessystemer
Langtidshukommelsen består af forskellige typer hukommelse med forskellige formål. I denne forbindelse opdeles hukommelsen, af blandt andet af psykologen Endel Tulving (2002), i deklarativ og nondeklarativ viden.
Disse forskellige delsystemer er opdelt i to undergrupperinger, som består af minder som kan deklareres (deklarativ hukommelse) og minder som ikke kan deklareres (non-deklarative hukommelse).

### Deklarativ viden
Nogle af de hukommelser mennesket har er eksplicitte, hvilket er det som kan sættes på ord. Denne type viden gør, at der kan skabes mening i oplevelser af omgivelserne via eksempelvis forståelse af sprog og klassificering af fysiske objekter. Denne type viden er blandt andet med til at danne grundlag for identitet og selvforståelse og for social interaktion. Faktorer som dyb bearbejdning og testning har afgørende betydning for skabelsen af deklarativ langtidshukommelse.
Ifølge psykologen Endel Tulving består den deklarative hukommelse af en semantisk og en episodisk hukommelse.
- Den semantiske hukommelse er den viden, vi har om virkeligheden (semantik er læren om ords betydning). Begrebslig viden (som "en hest er et dyr") og vores faktiske viden om den måde, hvorpå verden er indrettet, falder inden for denne hukommelsestype.

- Den episodiske hukommelse er hukommelsen for vores personlige minder (f.eks. en bestemt eksamen eller et bestemt møde)[1].

### Nondeklarativ viden
Mennesket har også eksplicit viden, er ikke-bevidst handlingsorienteret viden, som er svært at beskrive via ord.
Indenfor nondeklarativ viden skelnes der mellem:
- Procedural hukommelse indebærer viden om hvordan handlinger udføres. Eksempelvis hvordan man cykler.
- Priming betyder meningsmæssig påvirkning. Priming optræder når præsentationen af en stimulus påvirker reaktionen på en efterfølgende stimulus[3].
- Betingning optræder, når en oprindelig neutral stimulus knyttes til en bestemt reaktion eller adfærd.
- Nonassociativ læring består af flere undertyper. Heriblandt tilvænning til en bestemt påvirkning, som eksempelvis at vænne sig til en lyd, som indledningsvist fremstod forstyrrende[1].

Alle disse hukommelsestyper er ifølge Squire (2004) lokaliseret bestemte steder i hjernen.

## Glemsel og erindringer

### Glemsel
Glemsel kan både ses som et hovedsageligt passivt fænomen og som styret af målsætninger og værdier. Dette afhænger af, om glemsel ”bare forekommer” eller om det er baseret på bevidste og motiverede processer. Et eksempel på glemsel som passivt fænomen er, hvis man glemmer hvad man læste i en historiebog dagen forinden. Glemsel som et aktivt fænomen optræder ofte, hvis en distraherende og ubehagelig erindring ønskes at glemmes.

### Erindringer
Erindringer opleves i dagligdagen som eksakte kopier af den forhenværende realitet, som gav anledning til dannelsen af den pågældende erindring. Erindringer er i høj grad påvirket af en persons sindstilstand, som indebærer individets forventninger, målsætninger og følelser, og af denne grund er disse faktorer medbestemmende for hvad der huskes .